# Glutaryl-coenzyme A
La glutaryl-coenzyme A, abrégée en glutaryl-CoA, est le thioester de l'acide glutarique avec la coenzyme A. C'est un intermédiaire du métabolisme de la lysine et du tryptophane.